# Lijst van prenten naar Jheronimus Bosch
Deze lijst van prenten naar Jheronimus Bosch geeft een overzicht van alle prenten naar werk van de Zuid-Nederlandse schilder Jheronimus Bosch

## Toeschrijving
Tussen omstreeks 1478 en 1600 zijn er een twintigtal prenten uitgegeven in de stijl van Jheronimus Bosch. Deze prenten worden door kunsthistorici gebruikt om het werk van Bosch beter te kunnen interpreteren en om eventueel verloren gegane schilderijen van Bosch te achterhalen.
De prenten zijn grofweg in twee groepen te verdelen: prenten die tijdens het leven van Bosch ontstonden en prenten van na zijn dood. De eerste groep is vaak niet gesigneerd of draagt alleen de naam van de maker. Op prenten uit de tweede groep is de naam van Jheronimus Bosch als inventor (ontwerper) juist prominent aanwezig. De laatste groep is voor het grootste deel uitgegeven door de Antwerpse uitgever van prenten, Hieronymus Cock. Volgens Max Friedländer zijn deze prenten niet letterlijk naar Bosch gegraveerd, maar gaat het hierom interpretaties van zijn werk. Zo is de prent De grote vissen eten de kleine gesigneerd ‘Hieronijmus Bos / inuentor’, terwijl de ontwerptekening (in spiegelbeeld) is gesigneerd door Pieter Bruegel de Oude. Friedländer suggereert dat Cock de naam van Bosch gebruikte om zijn prenten beter te doen verkopen.

## Lijst
| Prentkunstenaar                                                     | Titel                                                 | Datering       | Afbeelding | (Mogelijk) origineel |
| ------------------------------------------------------------------- | ----------------------------------------------------- | -------------- | ---------- | -------------------- |
| Alaert du Hamel                                                     | Laatste Oordeel                                       | 1478-1509      |            |                      |
| Alaert du Hamel                                                     | Heilige Christoforus                                  | 1478-1509      |            |                      |
| Alaert du Hamel                                                     | Olifant                                               | 1478-1494      |            |                      |
| Alaert du Hamel                                                     | Petrus                                                | 1478-1509      |            |                      |
| Anoniem                                                             | Hekeling van krijgslieden en pretmakende armoezaaiers |                |            |                      |
| Monogrammist BOS met het mes                                        | De doop van Christus                                  | 1500-1525      |            |                      |
| Anoniem                                                             | Blaasbalghersteller                                   | 1525-1550      |            |                      |
| Anoniem                                                             | Laatste Oordeel                                       | 1550-1570      |            |                      |
| Toegeschreven aan Joannes van Doetecum (I) en/of Lucas van Doetecum | Sint-Maarten in de haven                              | 1550-1570      |            |                      |
| Balthasar van den Bosch                                             | De goochelaar                                         | 1550, ca.      |            |                      |
| Anoniem                                                             | Kruisdraging                                          | 1548-1578      |            |                      |
| Toegeschreven aan Frans Huys                                        | Spotprent op de luiheid                               | 1550-1562      |            |                      |
| Pieter van der Heyden                                               | De grote vissen eten de kleine                        | 1557           |            |                      |
| Pieter van der Heyden                                               | De blauwe schuit                                      | 1559           |            |                      |
| Toegeschreven aan Joannes van Doetecum (I) en/of Lucas van Doetecum | Heilige Christoforus                                  | 1561           |            |                      |
| Pieter van der Heyden                                               | Pretmakers in een mossel op zee                       | 1562           |            |                      |
| Pieter van der Heyden                                               | Vastenavond                                           | 1567           |            |                      |
| Anoniem                                                             | Bedelaars en kreupelen                                | 1550-1570      |            |                      |
| Anoniem                                                             | Iheronimus Bosch drollen                              | 1550-1570      |            |                      |
| Pieter van der Heyden                                               | De blinden                                            | 1550-1570      |            |                      |
| Anoniem                                                             | Boommens                                              | 1550-1575, ca. |            |                      |